# Maipú megye (Chaco)
Maipú egy megye Argentínában, Chaco tartományban. A megye székhelye Tres Isletas.

## Települések
A megye egyetlen nagyobb településből (Localidades) áll:
- Tres Isletas

Kisebb települései (Parajes):